# Константин X Дука
Константи́н Х Ду́ка  (греч. Κωνσταντίνος Ι΄ Δούκας; ок. 1006 — 22 мая 1067) — византийский император в 1059—1067 годах.
Выходец из знатного рода, Константин принимал участие в успешном восстании Исаака Комнина, однако впоследствии встал в оппозицию его режиму. В 1059 году при поддержке своего друга, влиятельного царедворца Михаила Пселла, убедившего больного Исаака отречься от престола, Константин был провозглашён императором. Он стал первым императором из династии Дук, правившей империей до 1078 года.
Столкнувшись во время своего правления с многочисленными внешнеполитическими угрозами, Константин оказался неспособен эффективно противостоять им. Кроме того, он отменил многие прогрессивные реформы своего предшественника, действуя в угоду высшей аристократии и духовенству. Стремясь уменьшить государственные расходы, Дука проявлял неуместную скупость по отношению к армии, чем существенно подорвал её боеспособность. В результате, в историографии он зачастую считается одним из виновников последующего упадка империи.
Константин Дука умер 22 мая 1067 года, передав империю своему малолетнему сыну Михаилу при регентстве его матери, Евдокии Макремволитиссы. Желая укрепить положение сына, Константин также потребовал от Евдокии принять обет безбрачия, который, впрочем, был вскоре нарушен, когда она вышла замуж за талантливого полководца Романа Диогена.

## Происхождение и жизнь до прихода к власти
Константин Дука родился около 1006 года. Согласно византийскому историку Иоанну Зонаре, он не являлся прямым потомком рода Дук, мужская ветвь которых к тому времени вымерла. Его отцом был Андроник Дука, по словам американского византиниста Димитрия Полемиса занимавший посты протоспафария и стратига одной из болгарских фем. Место рождения Константина доподлинно неизвестно, но Полемис считает, что он родился в одном из поместий своей семьи в Пафлагонии.
Несмотря на то, что будущий император с рождения принадлежал к высшим слоям византийского общества, очень мало известно о его ранней жизни. В беседе с монахом из Грузии Константин назвал себя «военным человеком», однако неизвестно, занимал ли он какие-либо армейские должности. Впервые Дука упоминается в 1034 году в связи с арестом его тестя Константина Далассина, влиятельного аристократа, представлявшего угрозу для власти нового императора Михаила IV. Тогда он выступил против высылки тестя на остров Плати, но вскоре также был арестован и заключён в некую крепость. Не позднее 1039 года Константин был освобождён, вернувшись в свои пафлагонские поместья, где он занялся сельским хозяйством.
В следующий раз Константин упоминается только в 1057 году, когда он, имевший достоинство вестарха, находился в стане соратников Исаака Комнина, поднявшего восстание против Михаила VI. Будучи представителем малоазийской аристократии, он тем не менее имел связи с важнейшими людьми из Константинополя, в частности с патриархом Михаилом Керуларием, на племяннице которого Евдокии он женился после смерти своей первой жены. По словам Михаила Атталиата, Дука также был связан свойством и с самим Комнином, хотя точная степень их родства неизвестна. Пселл утверждает, что заговорщики первоначально хотели вместо Комнина сделать императором Дуку, но из скромности тот отказался. Впрочем, данный эпизод представляется весьма сомнительным, поскольку он не подтверждается другими источниками.

## Приход к власти

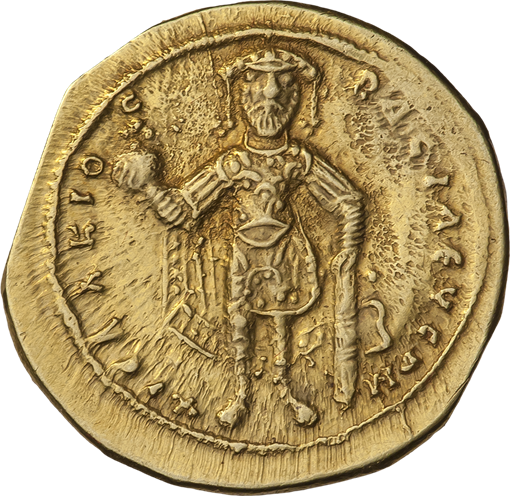
Тетартерон Исаака Комнина

После победы Исаака Константин удостоился от него престижного титула проэдра, хотя, по сообщению Пселла, он оказался разочарован, поскольку изначально должен был получить более высокое звание кесаря. Кроме того, Константин не поддержал реформы Исаака, направленные против гражданской бюрократии, но тем не менее открыто не выражал оппозиции его режиму. В это время он установил ещё более крепкие связи с высшими кругами столицы, в особенности с Пселлом, с которым был знаком ещё со времён правления Константина IX Мономаха.
В ноябре 1059 года тяжело заболевший Исаак назначил Константина своим преемником, удалившись в Студийский монастырь. Ведущую роль в этом сыграл Михаил Пселл, убедивший царя отречься от престола, а Дуку — напротив, принять его. Вскоре после этого Комнин, оправившись от болезни, начал жалеть о своём решении, однако Пселл принял все необходимые меры по закреплению власти Константина, в результате чего бывшему царю ничего не осталось, кроме как окончательно принять текущее положение дел. Вступление на престол Константина стало возможным благодаря сотрудничеству всех влиятельных оппозиционных групп, 
поддержавших его кандидатуру.

## Правление

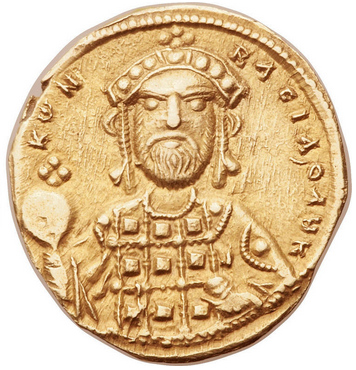
Тетартерон Константина Дуки

Константин Дука начал своё правление с отмены многих реформ своего предшественника. Он компенсировал ущерб людям, попавшим в опалу при Исааке, и допустил в сенат ведущих членов соматей, в то же время разрешив торговлю должностями. В отличие от своего предшественника, царь покровительствовал различным интеллектуалам, за что его превозносит Пселл.
Проявляя щедрость по отношению к Церкви и своим приближённым, Дука оказался вынужден повысить налогообложение и сократить другие расходы. Прежде всего, царь снизил жалование армии, чем сильно ослабил её. Это решение было весьма неразумным, так как в ту пору границы империи подвергались атакам со всех сторон. В правление Константина лишённые возможности выслужиться солдаты стали стремиться попасть на гражданскую службу. Другой армейской тенденцией при нём стал рост числа наёмников — так, после 1059 года на ромейскую службу начали массово поступать норманны, а после завоевания Англии Вильгельмом Завоевателем в 1066 году многие англосаксы эмигрировали в Константинополь, где они также вошли в состав вооружённых сил империи. Командирам наёмников впервые был открыт доступ к высшим командным должностям и придворным титулам, о чём с возмущением писали византийские авторы, упрекавшие императора в том, что он отдаёт предпочтение варварам. Дисциплина наёмных отрядов и их военные качества были весьма низки, но именно на них тогда держалась оборона имперских границ.
Подобно Михаилу IV, Константин X стремился в государственных делах опираться на свою семью — он сделал соправителями своих сыновей Михаила и Констанция, хотя они были слишком малы, чтобы участвовать в управлении империей, а также дал титул кесаря брату Иоанну. Неизвестно, кто помимо Иоанна составлял окружение Дуки; равным образом, не сохранились и имена его финансовых советников.

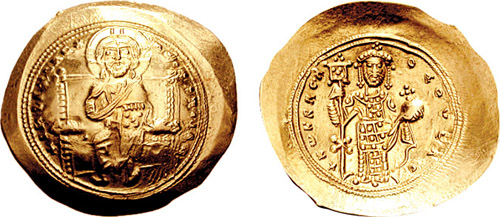
Гистаменон Константина Дуки

Проводимая Дукой политика быстро привела к недовольству среди самых широких слоёв населения. Уже в апреле 1060 года против него был организован заговор, в который оказались вовлечены многие влиятельные лица, включая эпарха Константинополя. Неизвестно, кого хотели сделать императором вместо Дуки, однако Николай Скабаланович считает, что заговор ставил собой целью восстановление на престоле Комнина. По тщательно спланированному плану, заговорщики должны были организовать беспорядки, а от команды царского корабля требовалось утопить императора, забирая его после посещения монастыря святого Георгия в Манганах
. Впрочем, по счастливой случайности царь сел на другой корабль, а кесарь Иоанн между тем навёл порядок в городе. Заговорщики отделались ссылкой и конфискацией имущества; вполне возможно, что царь не осмелился применять более жёсткие меры из-за шаткости своего положения.
Будучи весьма набожным человеком, император подвергал преследованиям населяющих восточные провинции монофизитов. Согласно сирийским хроникам, патриарх Константин Лихуд приказал изгнать из Мелитины монофизитское население и сжечь его священные книги. После смерти Лихуда его преемник Иоанн Ксифилин продолжил ту же политику, изгнав монофизитского епископа Мелитины. Все эти действия только приблизили потерю империей её восточных территорий, настроив против центральной власти их население.
Наиболее значимой внешнеполитической угрозой для ромеев была империя турок-сельджуков. В 1064 году турки под руководством нового султана Алп Арслана осадили бывшую столицу Армении Ани, славившуюся своими оборонительными сооружениями. Однако, к тому времени укрепления Ани пришли в негодность из-за действий некоего Панкратия, ставшего с разрешения императора автономным правителем города. 16 августа турки взяли Ани, перебив почти всех его жителей. Тогда же они впервые решили обосноваться в захваченном городе, вместо того, чтобы просто разграбить его; первым турецким наместником Ани стал Абу-ль-Асвар Шавур ибн Фадль, ранее бывший союзником ромеев. Тем не менее, при Константине византийцы сделали и своё последнее территориальное приобретение в Армении: правитель царства Вананд с центром в Карсе Гагик-Абас сдал его империи в обмен на земельные владения в Каппадокии.
В правление Константина продолжалось завоевание Южной Италии норманнами. В 1059 году папа Римский Николай II признал лидера норманнов Роберта Гвискара герцогом Апулии и Калабрии, легимизировав проведённую им экспансию. В 1060 году, после падения столицы Калабрии города Регия, Дука послал в Италию армию, чтобы по крайней мере вернуть территории империи в Апулии, другой ромейской области, находящейся под угрозой норманнского завоевания. Тем не менее, экспедиция оказалась неудачной, поскольку возвращённые ею италийские города уже к 1062 году снова были в руках норманнов.
Другой проблемой были постоянные набеги турок-огузов. В конце 1064 года они пересекли Дунай и нанесли поражение ромейской армии Василия Апокапа и Никифора Вотаниата, начав опустошать балканские провинции. Константину удалось собрать только небольшой отряд из 150 гвардейцев, во главе которых он выступил из столицы. Однако, ему не пришлось вступать в бой, так как часть огузов ушла обратно за Дунай, а остальные погибли из-за эпидемий, голода, а также нападений со стороны болгар и печенегов. Другая угроза правлению Константина на Балканах возникла летом 1066 года, когда в Северной Греции вспыхнуло восстание, вызванное его налоговой политикой. Во главе мятежа встал местный дворянин Никулица Дельфин, который сначала добился некоторых успехов, захватив несколько крепостей, в том числе Сервию. Впрочем, после того, как катепан Болгарии пообещал освободить местное население от налогов и предоставить императорскую амнистию, восстание само собой прекратилось, а Никулица был сослан на территорию армениакской фемы.

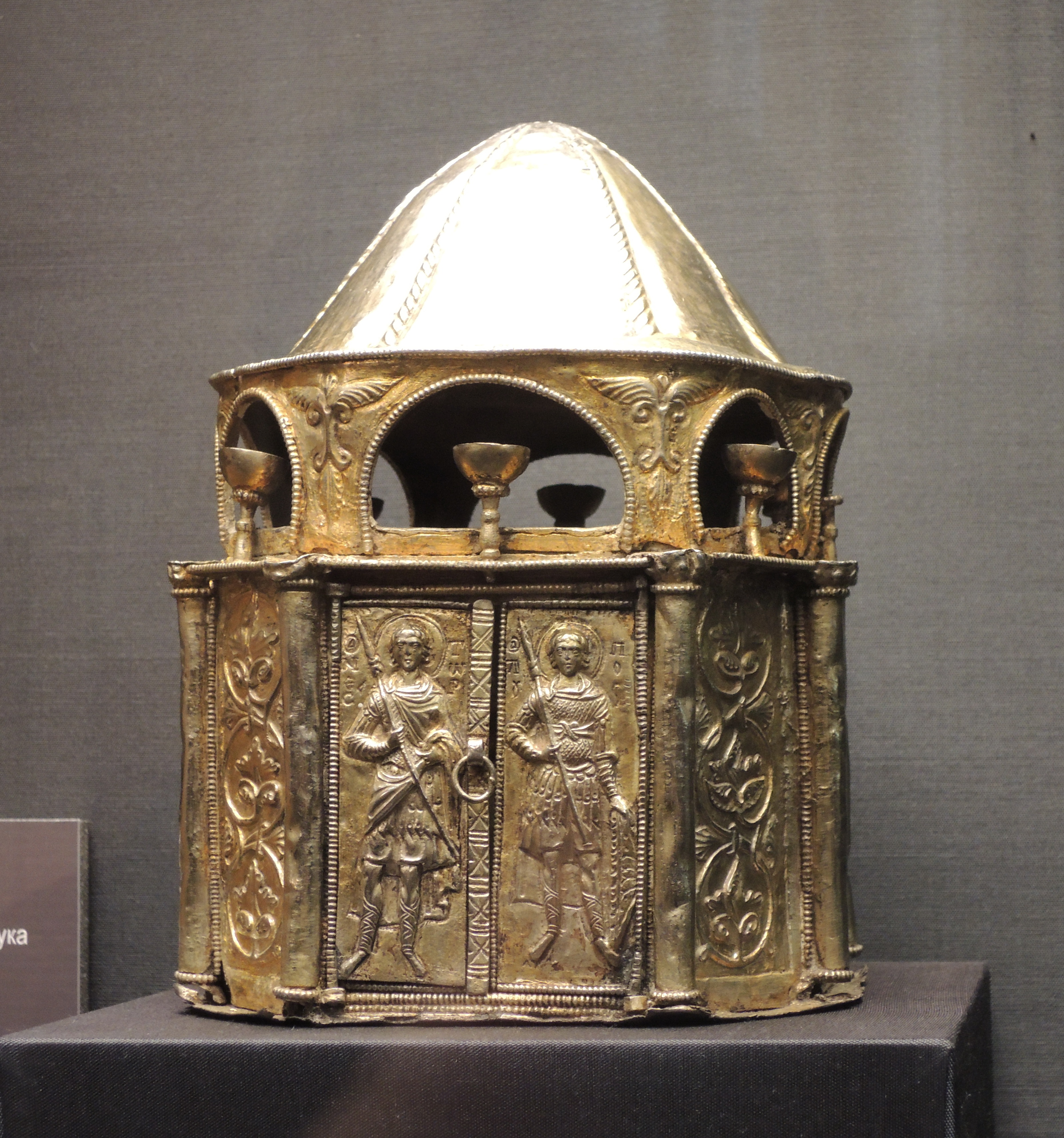
Ковчег в виде кивория святого Димитрия Солунского. Изображены: святые воины Нестор и Луп, император Константин X Дука и императрица Евдокия Макремволитисса, венчаемые Христом. Константинополь, 1059—1067. Оружейная палата. Был сооружён по заказу некого вельможи Иоанна и как целительная святыня был поднесён тяжело болевшему императору Константину X Дуке.

В октябре 1066 года Константин Дука заболел неизвестной болезнью, от которой и скончался 22 мая следующего года. Он был похоронен в монастыре святого Николая за пределами Золотых ворот. По предположению Энтони Калделлиса, во время своей болезни император мог быть недееспособен. Перед смертью Константин потребовал от своей жены Евдокии, оставленной им в качестве регента для малолетних сыновей, принять обеты безбрачия, желая тем самым убедиться в порядке установления собственной династии. Однако империя нуждалась в императоре-воине, так что Евдокия вскоре нарушила клятву и, заручившись поддержкой патриарха, вышла замуж за опытного военачальника Романа Диогена, несмотря на противодействие Пселла и кесаря Иоанна.

## Оценка личности и деятельности
Очень мало сведений сохранилось о жизни и правлении Константина X. Очевидно, что он не смог эффективно бороться с нарастающими угрозами. Политика Константина по отношению к армии имела катастрофические последствия, что был вынужден признать даже его панегирист Михаил Пселл. В результате, учёные-византинисты часто называют его виновником последующего подрыва имперских устоев. 
Константин оставил смешанные впечатления в глазах современников. Пселл и Никифор Вриенний Младший указывают на его благочестие и любовь к справедливости, в то время как Атталиат и Продолжатель Скилицы напротив подчёркивают страсть Константина к сутяжничеству и бессмысленным судебным разбирательствам. Особенно сильно Атталиат критикует фискальную политику императора: Дука выдумывал множество новых налогов, безжалостно взимая их с населения, тогда как убедить его выделить деньги для оплаты государственных расходов было крайне сложно.
Калделлис считает, что «по видимому, он был хорошим человеком, которому однако не хватало энергии и чувства ответственности Мономаха». В итоге, по утверждению Полемиса, Константин всё же «мог бы оставить более благоприятное впечатление, если он бы он правил в более спокойное время».

## Дети
Первый брак Дуки был бездетен, а от второго брака с Евдокией Макремволитиссой он имел следующих детей:
- Михаил VII Дука,
- неизвестный по имени сын, умерший вскоре после прихода Константина к власти,
- Андроник Дука, младший император с 1068 по 1078,
- Констанций Дука, младший император с 1060 по 1078, умер в 1081,
- Анна Дукиня, монахиня,
- Феодора Дукиня, вышла замуж за Доминико Сельво, дожа Венеции,
- Зоя Дукиня, вышла замуж за Адриана Комнина, брата императора Алексея I Комнина.

## Комментарии
1. ↑  Его год рождения вычисляется по сообщению Пселла, который пишет, что Константин «умер, едва перейдя шестидесятилетний возраст»[2][3][4].
2. ↑  Соматеями или гильдиями в Византии назывались организации купцов или ремесленников, продвигающие экономические интересы их членов[14].